# Kvinnokamp (bok)
Kvinnokamp. För en revolutionär kvinnorörelse är en antologi sammanställd av läkaren Iréne Matthis och arkitekten Dick Urban Vestbro, vars första upplaga utgavs av Gidlunds förlag 1971.
Bokens syfte är att utgöra en teoretisk utgångspunkt för utvecklandet av en revolutionär kvinnorörelse i Sverige. Den innehåller texter av Hal Draper, Margaret Benston, Mickey & John Rowntree, Kathy McAfee & Myrna Wood och Sheila Rowbotham. I egna bidrag försöker de båda redaktörerna att analysera kvinnornas ställning i det kapitalistiska samhället samt att reda ut vissa oklarheter inom den nya kvinnorörelsen och därigenom precisera vad en socialistisk kvinnorörelse står för.  Boken innehåller även Grupp 8:s programförklaring. Bokens fjärde upplaga utgavs 1976.